# Козенца
Козѐнца (на италиански: Cosenza, на лат.: Consentia) е град и община в Южна Италия. Той е главният град на провинция Козенца в регион Калабрия. Градът има 69 065 жители към 31 декември 2012 г.
Козенца се намира при сливането на реките Крати и Бузенто на 238 м височина до планината Сила. До Катандзаро са 95 км и до Неапол 315 км.
Козенца е основан през 4 век пр.н.е. от племето на Брутите (Bruttii). През втората пуническа война градът попада през 204 пр.н.е. към Рим и се развива като икономически център на Виа Попилия.
През 410 г. Аларих I, кралят на вестготите, след разграбването на Рим умира в Козенца и заедно с неговата плячка е погребан в река Бузенто. Гробът до днес не е намерен.
В построената ок. 1100 г. кадтедрала в Козенца се намира гробът на римско-немския крал и крал на Сицилия Хайнрих VII от династията Хоенщауфен, който умира след падане от кон на 12 февруари 1242 г. в Мартирано, и е погребан там от баща му император Фридрих II.
В кадтедралата се намира също частичният гроб на Исабела Арагонска, кралица на Франция, която умира в Козенца на 28 януари 1271 г. също от падане от кон.
- Козенца
- Козенца на р. Бузенто
- Катедралата в Козенца
- Козенца – Кастело Свево
- Театър Морели в Козенца